# Now Here's Johnny Cash
Now Here's Johnny Cash es el séptimo álbum lanzado en 1961 por el cantante country Johnny Cash cuenta con 12 canciones.
Este disco fue hecho bajo el sello Sun Records y el año 2003 fue reeditado y le agregaron 5 canciones más.

## Canciones
1. Sugartime - 1:50
2. Down The Street To 301
3. Life Goes On - 2:00
4. Port Of Lonely Hearts - 2:35
5. Cry! Cry! Cry! - 2:27
6. My Treasure - 1:16
7. Oh Lonesome Me - 2:30
8. So Doggone Lonesome - 2:36
9. You're The Nearest Thing To Heaven - 2:40
10. The Story Of A Broken Heart - 2:10
11. Hey, Porter - 2:13
12. Home Of The Blues - 2:40

## Extras
1. I Couldn't Keep From Crying
2. Sugartime
3. My Treasure
4. Oh Lonesome Me
5. Home Of The Blues